# Broken Bridges
Broken Bridges är en amerikansk långfilm från 2006 i regi av Steven Goldmann, med Toby Keith, Kelly Preston, Lindsey Haun och Tess Harper i rollerna.

## Handling
Filmen handlar om en avdankad countrysångare (Toby Keith) som återvänder till sin hemstad för att gå på sin lillebrors begravning. Där träffar han sin ungdomskärlek (Kelly Preston) som han svek när de var unga. Han träffar även sin 16-åriga dotter (Lindsey Haun) för första gången. Det är en känslosam historia, med mycket countrymusik.

## Rollista
| Toby Keith    | – Bo Price           |
| Kelly Preston | – Angela Delton      |
| Lindsey Haun  | – Dixie Leigh Delton |
| Tess Harper   | – Dixie Rose Delton  |
| Burt Reynolds | – Jake Delton        |
| Willie Nelson | – Sig själv          |
| BeBe Winans   | – Sig själv          |